# Eka Ramdani
Eka Ramdani (Purwakarta, Indonesia, 18 de junio de 1984) es un exfutbolista de Indonesia que jugaba en la posición de centrocampista.

## Carrera

### Club
| Periodo   | Club                     | Apariciones | Goles |
| --------- | ------------------------ | ----------- | ----- |
| 2002–2003 | Persib Bandung           | 20          | 0     |
| 2003–2004 | Persijatim               | 20          | 4     |
| 2005–2011 | Persib Bandung           | 135         | 25    |
| 2011–2012 | Persisam Putra Samarinda | 30          | 4     |
| 2012–2013 | Pelita Bandung Raya      | 32          | 1     |
| 2013–2016 | Semen Padang             | 54          | 2     |
| 2016–2017 | Sriwijaya FC             | 17          | 1     |
| 2017      | Persela Lamongan         | 26          | 1     |
| 2017–2018 | Persib Bandung           | 14          | 0     |

### Selección nacional
Jugó para Indonesia en 25 ocasiones de 2006 a 2011 y anotó un gol en la derrota por 1-3 ante Singapur el 3 de noviembre de 2009 en un partido amistoso en Singapur. Participó en la Copa Asiática 2007.

## Logros
- Trofeo Hassanal Bolkiah: 2002
- Indonesian Independence Cup: 2008